# Вичалково
Вичалково (пол. Wyczałkowo, нім. Wittelshöhe) — село в Польщі, у гміні Тлухово Ліпновського повіту Куявсько-Поморського воєводства.
Населення — 121 особа (2011).
У 1975-1998 роках село належало до Влоцлавського воєводства.

## Демографія
Демографічна структура станом на 31 березня 2011 року:
|          | Загалом | Допрацездатний вік | Працездатний вік | Постпрацездатний вік |
| -------- | ------- | ------------------ | ---------------- | -------------------- |
| Чоловіки | 61      | 14                 | 44               | 3                    |
| Жінки    | 60      | 16                 | 34               | 10                   |
| Разом    | 121     | 30                 | 78               | 13                   |